# العقلة (ولاية الوادي)
العقلة بلدية تابعة لدائرة الرباح ولاية الوادي تقع جنوب بلدية النخلة يقطنها حوالي 6102 نسمة.